# Hippopsis monachica
Hippopsis monachica es una especie de escarabajo longicornio del género Hippopsis, tribu Agapanthiini, subfamilia Lamiinae. Fue descrita científicamente por Berg en 1889.

## Descripción
Mide 10-13,3 milímetros de longitud.

## Distribución
Se distribuye por Argentina, Brasil y Uruguay.